# Belgique-Roumanie en rugby à XV
Cet article présente l'historique des confrontations entre l'équipe de Belgique et l'équipe de Roumanie en rugby à XV. Les deux équipes se sont affrontées à neuf reprises. La Roumanie a remporté la totalité de ces rencontres.

## Historique
Bien que les deux équipes aient plus de 60 ans d'histoire de confrontations à l'aube des années 2020, leurs confrontations restent assez occasionnelles, jusqu'à la fin des années 2010, où la Belgique ce stabilise au plus haut niveau des compétitions de Rugby Europe.
La relation entre les deux nations va finalement plus être influencée par d'autres rencontres du championnat international d'Europe : la Belgique va en effet jouer l'arbitre entre la Roumanie et l'Espagne qui cherchent à se qualifier pour la Coupe du monde 2019, en jouant un match décisif contre les espagnols. Finalement, des controverses sur l'arbitrage de ce match et sur les joueurs impliqués dans les trois équipes finirent par entraîner leur disqualification de la Coupe du monde.

## Les confrontations
Voici la liste des confrontations entre ces deux équipes :
| No | Date             | Lieu                                     | Match               | Score   | Compétition                    |
| -- | ---------------- | ---------------------------------------- | ------------------- | ------- | ------------------------------ |
| 1  | 12 décembre 1957 | Stade Roi Baudouin, Bruxelles Belgique   | Belgique – Roumanie | 5 – 36  | Test match                     |
| 2  | 19 avril 1996    | Dinamo Stadion, Bucarest Roumanie        | Roumanie – Belgique | 83 – 5  | Trophée européen               |
| 3  | 4 octobre 1997   | Stade Roi Baudouin, Bruxelles Belgique   | Belgique – Roumanie | 18 – 83 | Qualifications Coupe du monde  |
| 4  | 9 mars 2013      | Stade Roi Baudouin, Bruxelles Belgique   | Belgique – Roumanie | 14 – 32 | Qualifications Coupe du monde  |
| 5  | 8 mars 2014      | Stadionul Mihail Nac, Constanța Roumanie | Roumanie – Belgique | 29 – 10 | Qualifications Coupe du monde  |
| 6  | 11 mars 2017     | Petit Heysel, Bruxelles Belgique         | Belgique – Roumanie | 17 – 33 | Qualifications Coupe du monde  |
| 7  | 10 mars 2018     | Cluj-Napoca Roumanie                     | Roumanie – Belgique | 62 – 12 | Qualifications Coupe du monde  |
| 8  | 17 mars 2019     | Petit Heysel, Bruxelles Belgique         | Belgique – Roumanie | 17 – 43 | Championnat européen           |
| 9  | 11 février 2023  | Stade Nelson Mandela, Bruxelles Belgique | Belgique – Roumanie | 5 – 56  | Championnat européen (poule B) |
| 10 | 8 février 2025   | Stade Charles Tondreau, Mons Belgique    | Belgique – Roumanie | 14 – 31 | Championnat d'Europe           |